# Gabriela Kownacka
Gabriela Anna Kownacka (Wroclaw, 25 de maio de 1952 — Varsóvia, 30 de novembro de 2010) foi uma atriz de cinema e teatro polonesa.

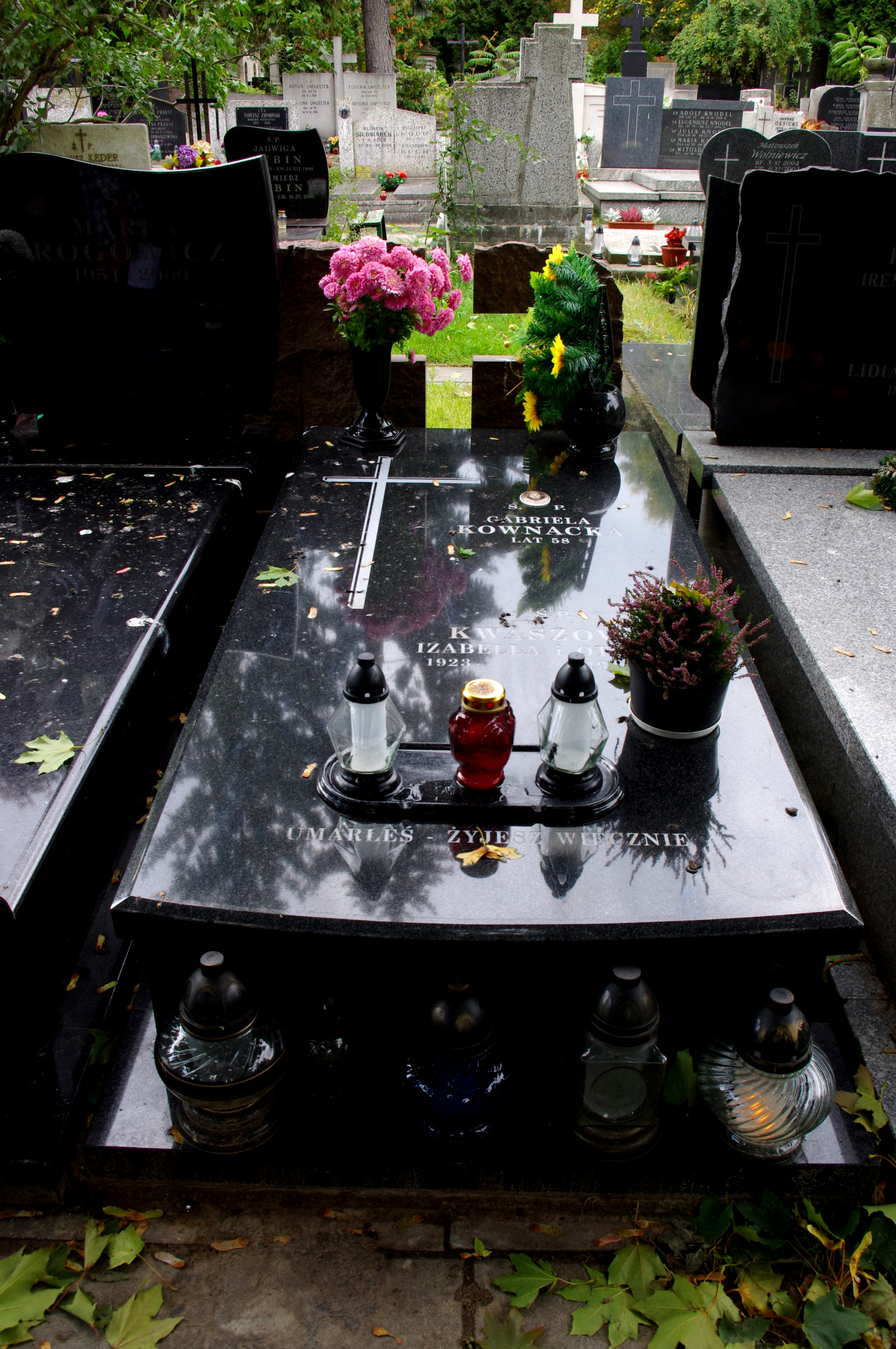
Sepultura de Gabriela Kownacka no Cemitério Evangélico-Augsburgo

Em 7 de dezembro de 2010 foi enterrada no Cemitério Evangélico-Augsburgo em Varsóvia.